# Bayern-Rundfahrt 2015
Die 36. Bayern-Rundfahrt fand vom 13. Mai bis zum 17. Mai 2015 statt. Das Straßenradrennen der Kategorie 2.HC wurde in fünf Etappen, darunter ein Einzelzeitfahren, über eine Distanz von insgesamt 830,6 Kilometern ausgetragen. Der Brite Alex Dowsett vom Movistar Team gewann nach seinem Sieg im Zeitfahren auch die Gesamtwertung. John Degenkolb gewann die Sprintwertung, Frederik Veuchelen die Bergwertung. In der Teamwertung siegte das Team Cannondale-Garmin.

## Teams
| UCI WorldTeam - IAM Cycling - Movistar Team - Team Cannondale-Garmin - Team Giant-Alpecin - Team Katusha | UCI Pro Continental Teams - Bora-Argon 18 - Cofidis, Solutions Crédits - Cult Energy Pro Cycling - MTN Qhubeka - Roompot Oranje Peloton - Team Columbia - Southeast - Wanty-Groupe Gobert | UCI Continental Teams - Bike Aid - LKT Team Brandenburg - rad-net Rose Team - Team Heizomat - Team Stölting - Team Stuttgart |

## Etappen
| Etappe    | Tag     | Start–Ziel              | km    | Typ              | Etappensieger  | Gesamtwertung  |
| --------- | ------- | ----------------------- | ----- | ---------------- | -------------- | -------------- |
| 1. Etappe | 13. Mai | Regensburg – Waldsassen | 221,3 | Flachetappe      | Sam Bennett    | Sam Bennett    |
| 2. Etappe | 14. Mai | Waldsassen – Selb       | 179,5 | Bergetappe       | John Degenkolb | John Degenkolb |
| 3. Etappe | 15. Mai | Selb – Ebern            | 205,9 | Bergetappe       | Sam Bennett    | Sam Bennett    |
| 4. Etappe | 16. Mai | Haßfurt                 | 26,1  | Einzelzeitfahren | Alex Dowsett   | Alex Dowsett   |
| 5. Etappe | 17. Mai | Haßfurt – Nürnberg      | 197,8 | Flachetappe      | John Degenkolb | Alex Dowsett   |

Die erste Etappe, die in Regensburg startete und über 221,3 km führte, gewann der Ire Sam Bennett (Team Bora-Argon 18) in Waldsassen im Sprint vor Nacer Bouhanni (Team Cofidis, Solutions Crédits) und John Degenkolb (Team Giant-Alpecin).
Die zweite Etappe, die in Waldsassen startete und über 179,5 km führte, gewann John Degenkolb im Sprint in Selb vor Nacer Bouhanni und Enrique Sanz (Movistar Team). Wie am Vortag wurde auch die zweite Etappe lange von einer sechsköpfigen Spitzengruppe bestimmt.
In der dritten Etappe über 205,9 km, die von Selb über Mödlareuth vorbei an der früheren innerdeutschen Grenze nach Ebern führte, gewann Sam Bennett im Sprint vor Nacer Bouhanni und Ramūnas Navardauskas (Team Cannondale-Garmin).
Der Stundenweltrekordler Alex Dowsett vom Movistar Team übernahm mit seinem Sieg im Zeitfahren die Führung in der Gesamtwertung. Er gewann auf der 26,1 Kilometer langen Strecke in 31:33,15 Minuten mit einem knappen Vorsprung von 1,45 Sekunden auf den Portugiesen Tiago Machado vom Team Katusha. Dritter wurde der Tscheche Jan Bárta vom bayerischen Team Bora-Argon 18.
John Degenkolb gewann die fünfte und letzte Etappe der Bayern-Rundfahrt 2015 über 197,8 km im Sprint vor Rüdiger Selig vom Team Katusha und Sam Bennett. Zwischenzeitlich hatte eine Ausreißergruppe einen Vorsprung zwischen zwei und drei Minuten auf das Peloton und wurde erst auf dem abschließenden Rundkurs in der Nürnberger Altstadt eingeholt.

## Gesamtwertung
Der Brite Alex Dowsett vom Movistar Team gewann nach seinem Sieg im Zeitfahren auch die Gesamtwertung der Bayern-Rundfahrt mit zwei Sekunden Vorsprung auf den Portugiesen Tiago Machado vom Team Katusha. Dritter der Gesamtwertung wurde wie schon 2013 der Tscheche Jan Bárta vom bayerischen Team Bora-Argon 18.
Die Sprintwertung gewann John Degenkolb (Team Giant-Alpecin) vor Eduard Worganow (Team Katusha) und Sam Bennett (Team Bora-Argon 18). Die Bergwertung gewann Frederik Veuchelen (Wanty-Groupe Gobert) vor Simone Antonini (Wanty-Groupe Gobert) und Louis Meintjes (MTN Qhubeka). Die Nachwuchswertung gewann Dylan van Baarle (Team Cannondale-Garmin) vor Nils Politt (Team Stölting) und Jasha Sütterlin (Movistar Team).
In der Teamwertung siegte das Team Cannondale-Garmin vor dem Movistar Team und Team Katusha.